# Condado (divisão administrativa)
Condado (em inglês: shire ou county) é uma divisão administrativa em países da anglofonia, como Reino Unido, Austrália, Canadá, Estados Unidos, Irlanda, etc. Equivale a “comarca”, abrangendo um ou mais Municipios ou regiões metropolitanas (utilizado no Brasil, Portugal, Espanha, Colômbia, México e Venezuela), a "partido" ou "departamento" na Argentina, a "comuna" (utilizada no Chile), a "paróquia" e "burgo" (utilizados nos Estados Unidos, respectivamente nos estados da Luisiana e do Alasca).
Fora dos países de língua inglesa, um equivalente do termo condado é frequentemente usado pelos habitantes destes países para descrever jurisdições subnacionais que são estruturalmente equivalentes aos condados de suas nações na relação que têm com o seu governo nacional; mas que podem não ser administrativamente equivalentes aos condados em países de língua predominantemente inglesa.

## Etimologia
Originou-se na Idade Média e compreendia uma divisão superior a um hundred (em latim: hundredum; em inglês: hundred). Deve existir desde ao menos o tempo de Alfredo, o Grande (r. 871–899), mas só foi plenamente adotada sob Edgar, o Pacífico (r. 959–975). À época, era gerida pelo ealdormano (em latim: ealdormanum; em inglês antigo: ealdorman) ou xerife (em inglês: sheriff; lit. "bailio/corregedor" (reeve) do "condado" (shire)), que cuidava da corte condal.
Em inglês, o termo mais antigo para se referir a condado é shire, palavra que provém do proto-germânico skizo, através do alto-alemão antigo sćira e do inglês antigo sćir, significando, originalmente, "tributo oficial", "distrito submetido a um governador" ou "cuidado". O termo foi substituído no século XIV, pelo termo admnistrativo anglo-francês county, introduzido na Inglaterra por ocasião da conquista normanda do país (1066–1075). Shire continuou em uso tanto na linguagem oficial como na popular, especialmente na Inglaterra, e também permaneceu no nome de alguns condados, a exemplo de Cheshire, e de algumas comunidades menores, como a paróquia de Hexhamshire. Na Austrália, o termo adquiriu a tradução própria de "distrito rural", cada um dotado do seu próprio conselho local.
O termo deriva do francês antigo comté, que denotava uma jurisdição sob a soberania de um conde ou visconde.  Equivalentes literais em outras línguas, derivados do equivalente a "conde", agora raramente são usados oficialmente, incluindo comté - francês, conde - italiano, contado-italiano, comtat-catalão, Condado-espanhol e português, Grafschaft-alemão, graafschap-holandês e zhupa nas línguas eslavas.

## Condados nos países anglo-saxões
Quando os normandos conquistaram a Inglaterra, levaram o termo consigo. Os saxões já haviam estabelecido os distritos que se tornariam os condados históricos da Inglaterra, chamando-os de shires; muitos nomes de condados britânicos derivam do nome da cidade do condado (sede do condado) com a palavra "shire" adicionada: por exemplo, Gloucestershire e Worcestershire. Os termos anglo-saxões earl e earldom foram considerados equivalentes aos termos continentais "conte" (conde em anglo-normando) e "counté" (condado) sob os conquistadores normandos e, com o tempo, os dois foram misturados e tornaram-se equivalentes. Além disso, o termo importado mais tarde tornou-se sinônimo da palavra nativa do inglês antigo sċīr, ou, no inglês moderno, shire, uma divisão administrativa equivalente do reino. Consequentemente, o termo county (condado) evoluiu para designar um nível de administração local imediatamente inferior a um governo nacional, dentro de um governo unitário (não federal). Posteriormente, o condado também foi usado de forma diferente em alguns sistemas federais de governo, para uma divisão administrativa local subordinada a uma entidade subnacional primária, como uma província (por exemplo, Canadá) ou um estado (por exemplo, Estados Unidos); Nestes países, um condado é uma unidade territorial de nível 3.
Nos Estados Unidos e no Canadá, fundados 600 anos depois nas tradições britânicas, os condados são geralmente uma divisão administrativa definida por demarcações geográficas convenientes, que no governo têm certos titulares de cargos (por exemplo, xerifes e seus departamentos) como parte dos mecanismos dos estados e províncias, incluindo sistemas judiciais geograficamente comuns.
Um condado pode ser subdividido em distritos, conselhos municipais ou outras jurisdições administrativas dentro do condado. Um condado geralmente, mas nem sempre, contém cidades, vilas, aldeias ou outras empresas municipais, que na maioria dos casos estão de alguma forma subordinadas ou dependentes dos governos do condado. Dependendo da nação, município e geografia local, os municípios podem ou não estar sujeitos ao controle direto ou indireto do condado; As funções de ambos os níveis geralmente são consolidadas em um governo municipal quando a área é densamente povoada.